# Beinghausen
Beinghausen ist eine Ortschaft von Wipperfürth im Oberbergischen Kreis im Regierungsbezirk Köln in Nordrhein-Westfalen (Deutschland).

## Lage und Beschreibung
Beinghausen liegt im Norden von Wipperfürth. Nachbarorte sind Egen, Birkenbaum, Lesenbüchen und Gardeweg. In der Ortschaft entspringt der in den Bach Lüttgenau mündende Beinghausener Bach.
Politisch wird der Ort durch den Direktkandidaten des Wahlbezirks 17.2 (172) Egen im Rat der Stadt Wipperfürth vertreten.
Durch die Buslinie 337 (VRS/OVAG) eine Anbindung an den öffentlichen Personennahverkehr gegeben. Die Haltestelle befindet sich im 350 m entfernt gelegenen Nachbarort Egen.

## Geschichte
1531 wird der Ort erstmals urkundlich in Kirchenrechnungen der katholischen Kirchengemeinde St. Nikolaus in Wipperfürth unter der Schreibweise „Begenkuyssen“ erwähnt. In der Karte Topographische Aufnahme der Rheinlande von 1825 lautet die Ortsbezeichnung „Beninghausen“. Ab der amtlichen topografische Karte (Preußische Neuaufnahme) der Jahre 1894 bis 1896 wird der heute gebräuchliche Name „Beinghausen“ verwendet.
1892 wurde das im Ort stehende Wegekreuz aus Sandstein errichtet, das heute unter Denkmalschutz steht.

## Wanderwege
Folgende Wanderwege führen durch den Ort beziehungsweise unmittelbar daran vorbei:
- Die mit den Wanderzeichen A1 und A5 gekennzeichneten Rundwege mit Ausgangs- und Zielpunkt jeweils am Wanderparkplatz des in 350 m Entfernung liegenden Dorfes Egen.
- Die SGV-Hauptwanderstrecke X7 (Residenzenweg) von Arnsberg nach Düsseldorf-Gerresheim

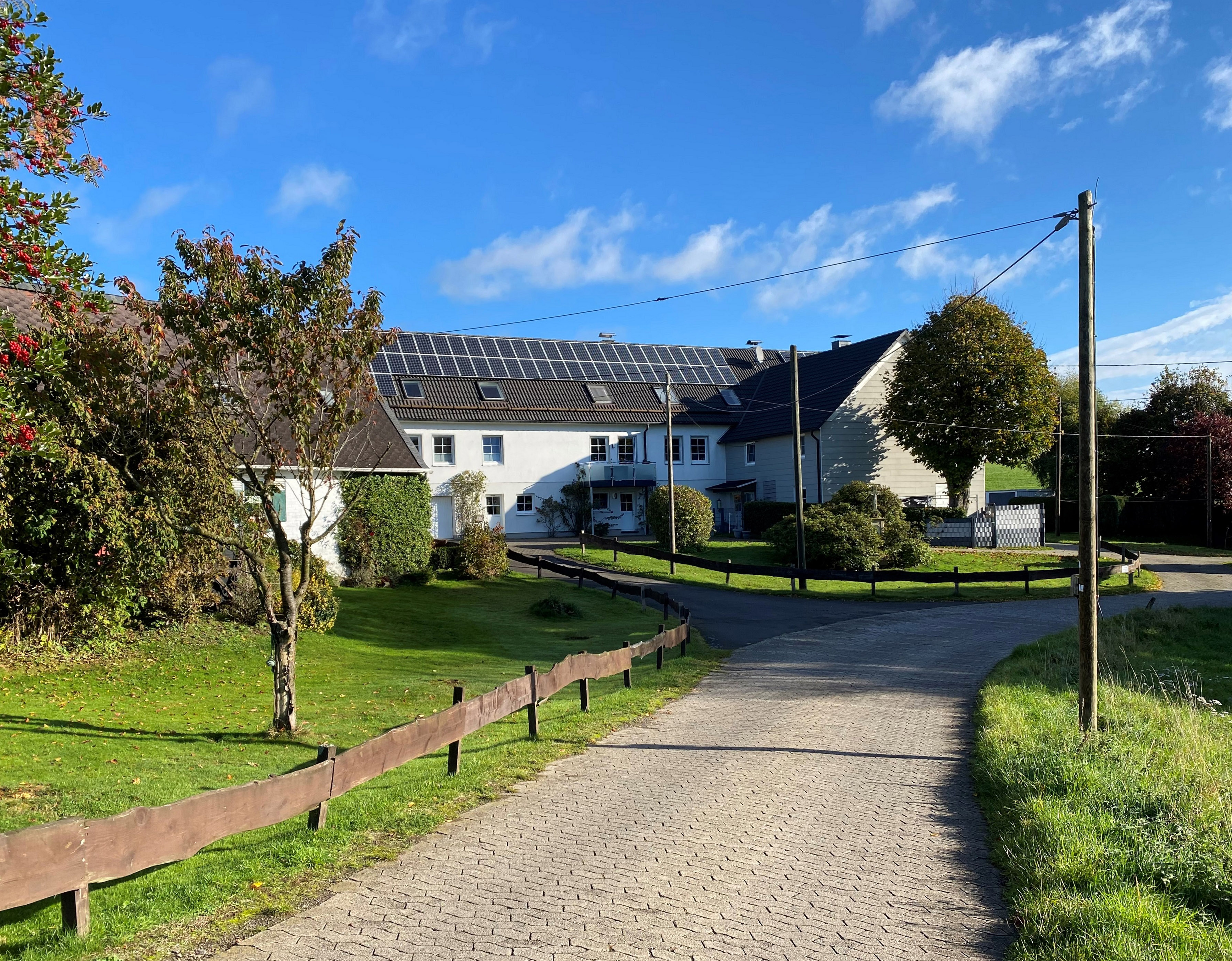
Hof Beinghausen 2
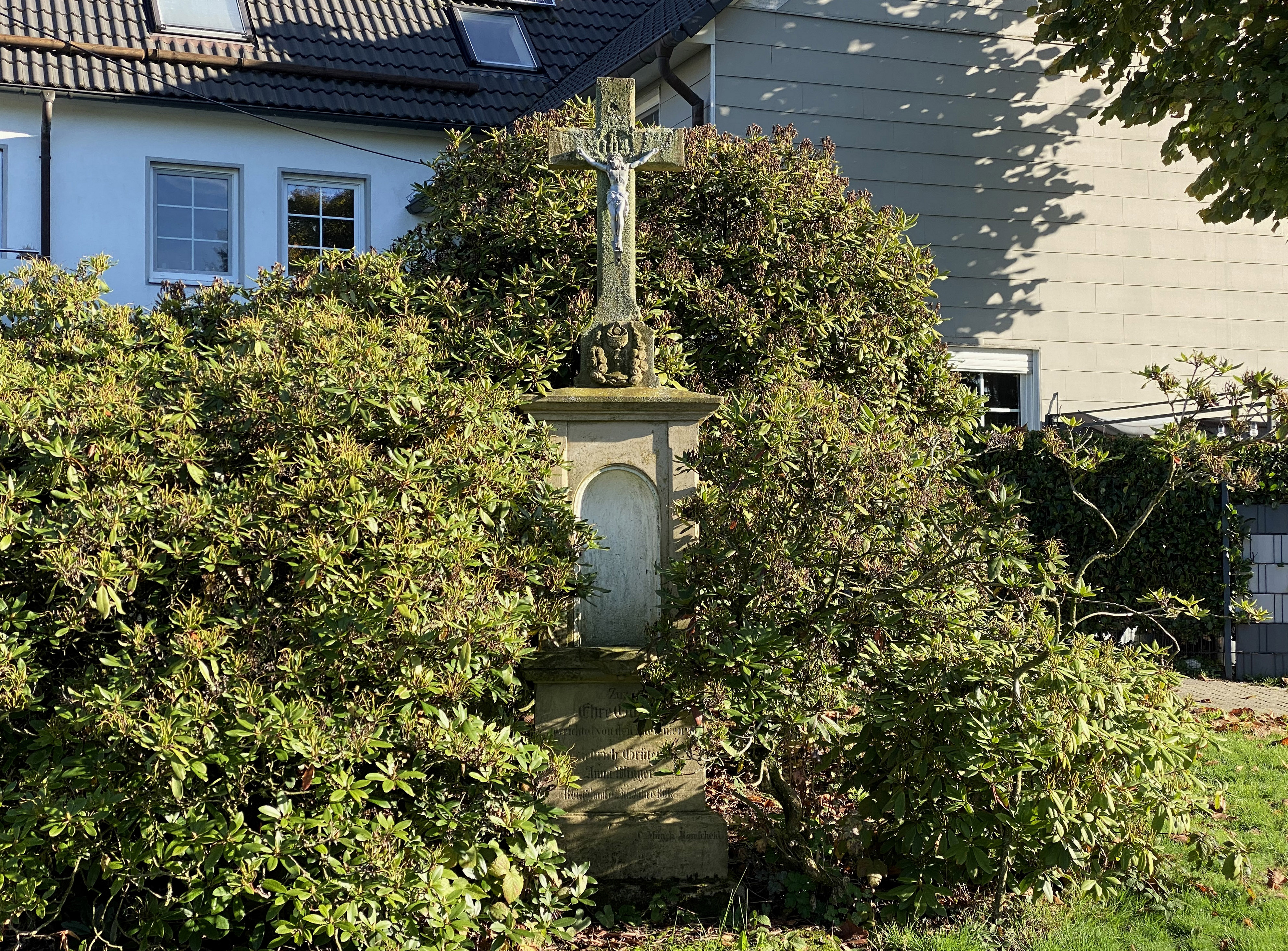
Baudenkmal Wegekreuz (1897)
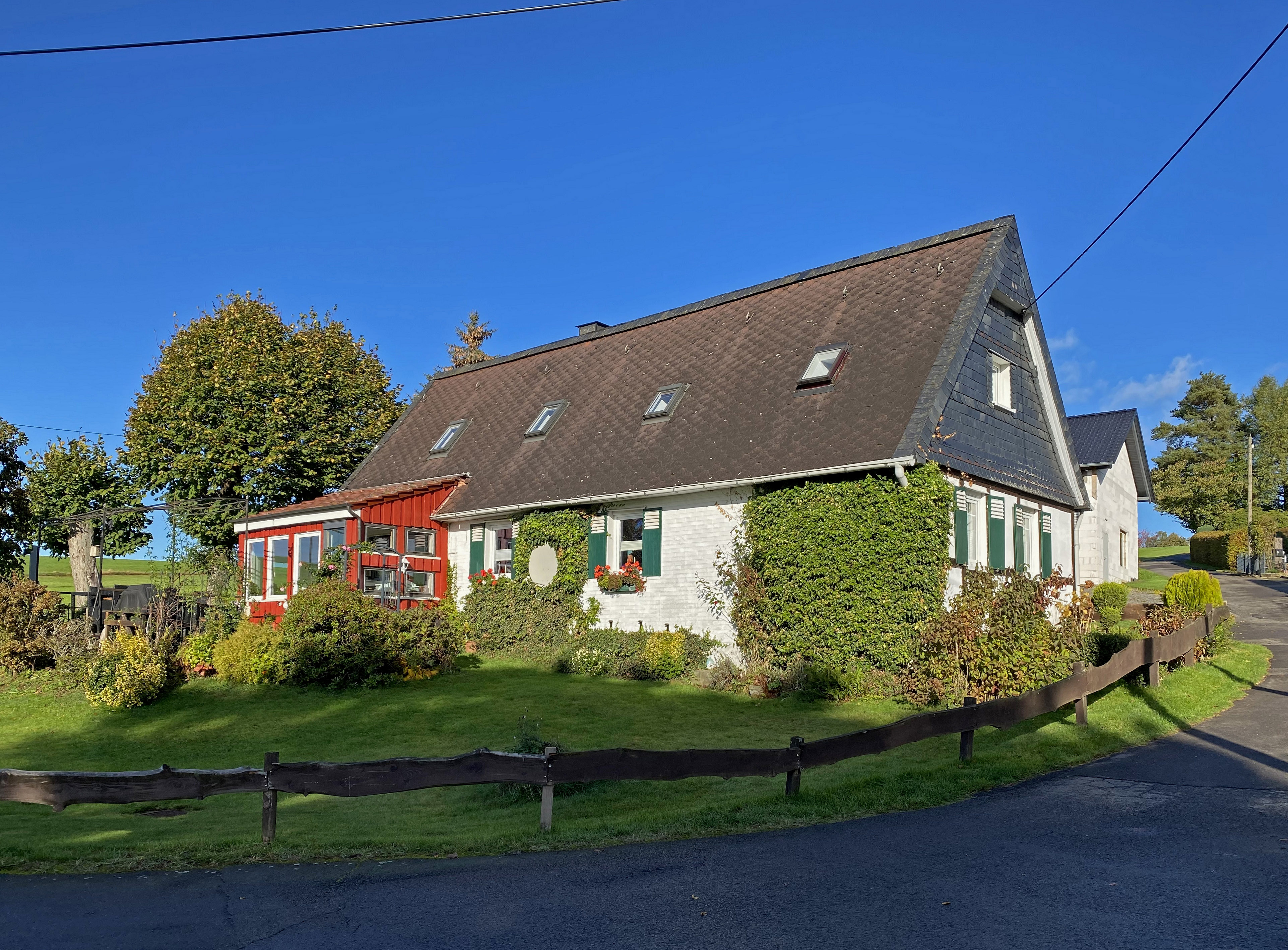
Beinghausen 4